# Леонтій (син Доброгаста)

Лазська війна

Леонтій — антський військовий та чиновник у Східній Римській імперії, перебував на військовій службі в 555-х р. Був сином антського полководця Доброгаста.

## Історичні дані
Основним історичним джерелом про діяльність Доброгаста та його сина Леонтія є «Історія» Агатія Миринейського. У 554 році, коли велася війна між Східною Римською імперією і Персією, на візантійській військовій службі Доброгаст разом з Усігардом, очолив римські війська в кількості приблизно 600 вершників. Ці війська були послані проти персів. Коли перський загін рушив на Оногуріс, візантійські вершники на чолі з Доброгастом і Усігардом налякавши звернули їх у втечу.
Леонтій відомий під час правління імператора Юстиніана (правління 527–565). За словами літописця Агатія, Леонтій супроводжував Іло наприкінці 556 року в його експедиції проти місімійців у гірській фортеці Цакар (Кавказ). Леонтій був у складі ста відібраних візантійських воїнів, які повинні були здійснити розвідку місцевості для нападу на ворога. 
На підставі того, шо він носив християнське ім'я, передбачається, що Леонтій був хрещений в християнську віру.